# Municipio de Mount Gilead
El municipio de Mount Gilead (en inglés: Mount Gilead Township) es un municipio ubicado en el  condado de Montgomery en el estado estadounidense de Carolina del Norte. En el año 2010 tenía una población de 2.995 habitantes.

## Geografía
El municipio de Mount Gilead se encuentra ubicado en las coordenadas 35°13′12.52″N 79°59′25.2″O / 35.2201444, -79.990333.